# Doreen Sioka
Doreen Nampiye Sioka (sinh năm 1960) là một chính khách người Namibia. Bà là thành viên của Quốc hội Namibia từ năm 1994 cho Tổ chức Nhân dân Tây Nam Phi (SWAPO), và là thành viên của Nội các nước này từ năm 2005.

## Tuổi thơ và cuộc sống lưu vong
Sioka sinh ngày 18 tháng 9 năm 1960 tại làng Kasheshe thuộc Vùng Zambezi và theo học trường tiểu học tại ngôi làng quê hương của cô. Năm 15 tuổi, bà đi vào lưu vong Zambia. Khi bà bị thương trong cuộc tấn công của Lực lượng Phòng vệ Nam Phi vào Oshatotwa năm 1976, bà quyết định gia nhập Quân đội Giải phóng Nhân dân Namibia, trong đó bà tham gia vào các cuộc tấn công vào Katima Mulilo vào năm 1977 vào năm 1978 là một trong ba người nữ du kích nổi dậy.
Sau cuộc tấn công năm 1978, bà làm việc cho Voice of Namibia, đài phát thanh lưu vong của SWAPO, và tiếp tục giáo dục. Bà đã nhận được văn bằng về Báo chí và Thông tin Thư viện ở Ndola và hoàn thành Trung học tại Trường Trung học Roosevelt dành cho các nữ sinh ở Freetown, Sierra Leone. Sioka sau đó làm giáo viên tại Trung tâm Giáo dục và Sức khỏe Namibia ở Kwanza-Sul, Angola, cho đến tận ngay trước cuộc chiến giành độc lập của Namibia.

## Chính trị
Sau cuộc chiến giành độc lập của Namibia vào năm 1989, Sioka đã đóng một số vai trò chính trị trong Hội đồng Phụ nữ của SWAPO. Bà được bầu vào Quốc hội năm 1994, và ủy ban Trung ương SWAPO vào năm 1997. Năm 2005, Sioka được bầu làm Phó Chủ tịch Quốc hội Namibia khoá 4.